# شاكا هيسلوب
شاكا هيسلوب (بالإنجليزية: Shaka Hislop)‏ (مواليد 22 فبراير 1969) هو لاعب كرة قدم. يلعب مع منتخب ترينيداد وتوباغو لكرة القدم. سبق له أن لعب في كأس العالم لكرة القدم مع منتخب بلاده.

## روابط خارجية
- شاكا هيسلوب على موقع الاتحاد الدولي (مؤرشف)  (الإنجليزية)
- شاكا هيسلوب على موقع الدوري الأمريكي (الإنجليزية)
- شاكا هيسلوب على موقع قاعدة بيانات كرة القدم.إي يو (الإنجليزية)
- شاكا هيسلوب على موقع ناشيونال فوتبول تيمز (الإنجليزية)
- شاكا هيسلوب على موقع Soccerbase.com (لاعب) (الإنجليزية)
- شاكا هيسلوب على موقع Soccerway.com (الإنجليزية)
- شاكا هيسلوب على موقع عالم كرة القدم.نت (الإنجليزية)
- شاكا هيسلوب على موقع كووورة